# Acrosanthes parviflora
Acrosanthes parviflora är en isörtsväxtart som beskrevs av John Charles Manning och Goldblatt. Acrosanthes parviflora ingår i släktet Acrosanthes och familjen isörtsväxter. Inga underarter finns listade i Catalogue of Life.